# Actinochaetopteryx proclinata
Actinochaetopteryx proclinata är en tvåvingeart som beskrevs av Hiroshi Shima 1988. Actinochaetopteryx proclinata ingår i släktet Actinochaetopteryx och familjen parasitflugor.
Artens utbredningsområde är Vanuatu. Inga underarter finns listade i Catalogue of Life.